# Równe (Opole)
Pour les articles homonymes, voir Równe.
Równe est une localité polonaise de la gmina et du powiat de Głubczyce en voïvodie d'Opole.